# Midnight Memories
Midnight Memories е третият албум на британско-ирландската момчешка група „Уан Дайрекшън“. Оглавява класациите за албуми във Великобритания и много други страни по света. От албума са издадени общо четири сингъла – Best Song Ever, Story of My Life, Midnight Memories и You & I.

## Списък с песните

### Оригинален траклист
1. Best Song Ever – 3:20
2. Story of My Life – 4:05
3. Diana – 3:04
4. Midnight Memories – 2:56
5. You & I – 3:57
6. Don't Forget Where You Belong – 4:01
7. Strong – 3:04
8. Happily – 2:55
9. Right Now – 3:20
10. Little Black Dress – 2:37
11. Through the Dark – 3:41
12. Something Great – 3:56
13. Little White Lies – 3:17
14. Better Than Words – 3:28

### Последно издание
1. Why Don't We Go There? – 2:54
2. Does He Know? – 2:59
3. Alive – 2:41
4. Half a Heart – 3:08

### Японско издание
1. One Way or Another (Teenage Kicks) – 2:39
2. Little Things (live версия от the motion picture This Is Us) – 3:47
3. Best Song Ever (Kat Krazy Remix) – 3:06